# 3-(N-Nitrosomethylamino)propionitril
3-(N-Nitrosomethylamino)propionitril (MNPN) ist eine organische Verbindung aus der Gruppe der Nitrosamine.

## Vorkommen
3-(N-Nitrosomethylamino)propionitril wurde im Speichel von Menschen nachgewiesen, die Betelnüsse mit Tabak kauten.

## Gewinnung und Darstellung
3-(N-Nitrosomethylamino)propionitril kann durch eine mehrstufige Reaktion ausgehend von 3-Chlorpropionitril gewonnen werden. Das dabei hergestellte MNPN ist ein Gemisch aus (E)- und (Z)-Isomeren in einem Verhältnis von 1,7:1.

## Sicherheitshinweise
Die subkutane Verabreichung von 3-(N-Nitrosomethylamino)propionitril an Ratten führte in einem Kurzzeitversuch bei männlichen und weiblichen Ratten zu Papillomen und Karzinomen der Speiseröhre und der Zunge sowie zu Papillomen der Nasenhöhle und in einem Langzeitversuch zu einer erhöhten Inzidenz von Nasenkarzinomen bei männlichen und weiblichen Ratten sowie von Lebertumoren bei männlichen Ratten.

## Regulierung
Über den Safe Drinking Water and Toxic Enforcement Act of 1986 besteht in Kalifornien seit dem 1. April 1990  eine Kennzeichnungspflicht für Produkte, die 3-(N-Nitrosmethylamino)propionitril enthalten.